# ویتالی کیرینچوک
ویتالی کیرینچوک (به انگلیسی: Vitaly Kirinchuk) (زادهٔ ۲ سپتامبر ۱۹۷۰) شناگر اهل روسیه است.